# Komenda Rejonu Uzupełnień Puławy

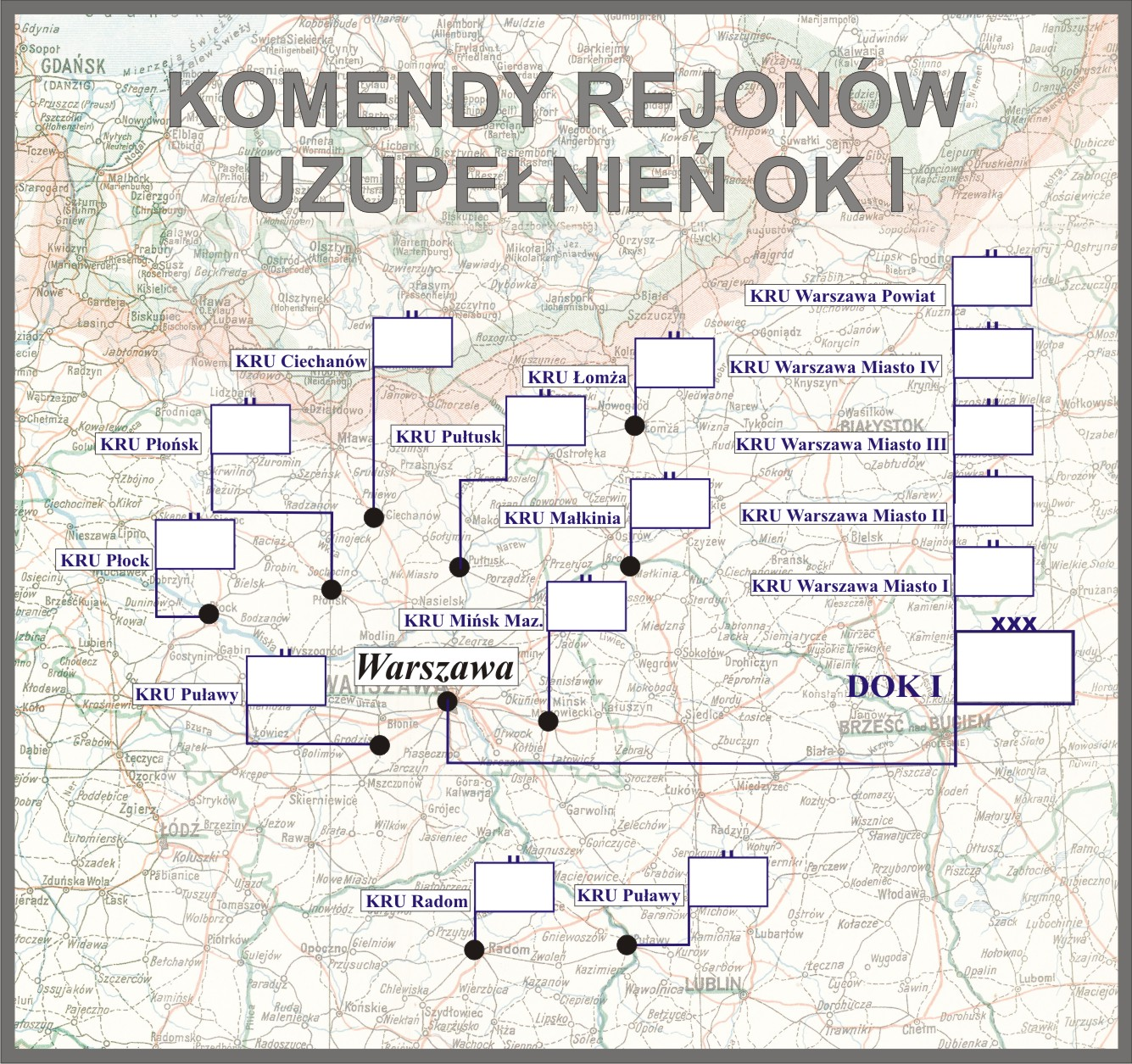
Komendy rejonów uzupełnień OK I

Komenda Rejonu Uzupełnień Puławy (KRU Puławy) – organ wojskowy właściwy w sprawach uzupełnień Sił Zbrojnych II Rzeczypospolitej i administracji rezerw
w powierzonym mu rejonie.

## Historia komendy
18 listopada 1924 roku weszła w życie ustawa z dnia 23 maja 1924 roku o powszechnym obowiązku służby wojskowej, a 15 kwietnia 1925 roku rozporządzenie wykonawcze ministra spraw wojskowych do tejże ustawy, wydane 21 marca tego roku wspólnie z ministrami: spraw wewnętrznych, zagranicznych, sprawiedliwości, skarbu, kolei, wyznań religijnych i oświecenia publicznego, rolnictwa i dóbr państwowych oraz przemysłu i handlu. Wydanie obu aktów prawnych wiązało się z przejęciem przez władze cywilne (administracji I instancji) większości zadań związanych z przygotowaniem i przeprowadzeniem poboru. Przekazanie większości zadań władzom cywilnym umożliwiło organom służby poborowej zajęcie się wyłącznie racjonalnym rozdziałem rekruta oraz ewidencją i administracją rezerw. Do tych zadań dostosowana została organizacja wewnętrzna powiatowych komend uzupełnień i ich składy osobowe. Poszczególne komendy różniły się między sobą składem osobowym w zależności od wielkości administrowanego terenu.
Zadania i nowa organizacja PKU określone zostały w wydanej 27 maja 1925 roku instrukcji organizacyjnej służby poborowej na stopie pokojowej. W skład PKU Puławy wchodziły dwa referaty: I) referat administracji rezerw i II) referat poborowy. Nowa organizacja i obsada służby poborowej na stopie pokojowej według stanów osobowych L. O. I. Szt. Gen. 3477/Org. 25 została ogłoszona 4 lutego 1926 roku. Z tą chwilą zniesione zostały stanowiska oficerów ewidencyjnych.
12 marca 1926 roku została ogłoszona obsada personalna Przysposobienia Wojskowego, zatwierdzona rozkazem Dep. I L. 6000/26 przez pełniącego obowiązki szefa Sztabu Generalnego gen. dyw. Edmunda Kesslera, w imieniu ministra spraw wojskowych. Zgodnie z nową organizacją pokojową Przysposobienia Wojskowego zostały zlikwidowane stanowiska oficerów instrukcyjnych przy PKU, a w ich miejsce utworzone rozkazem Oddz. I Szt. Gen. L. 7600/Org. 25 stanowiska oficerów przysposobienia wojskowego w pułkach piechoty.
Od 1926 roku, obok ustawy o powszechnym obowiązku służby wojskowej i rozporządzeń wykonawczych do niej, działalność PKU Puławy normowała „Tymczasowa instrukcja służbowa dla PKU”, wprowadzona do użytku rozkazem MSWojsk. Dep. Piech. L. 100/26 Pob.
W marcu 1930 roku PKU Puławy była nadal podporządkowana Dowództwu Okręgu Korpusu Nr I w Warszawie i administrowała powiatami: puławskim i garwolińskim. W grudniu tego roku komenda posiadała skład osobowy typ I.
31 lipca 1931 roku gen. dyw. Kazimierz Fabrycy, w zastępstwie ministra spraw wojskowych, rozkazem B. Og. Org. 4031 Org. wprowadził zmiany w organizacji służby poborowej na stopie pokojowej. Zmiany te polegały między innymi na zamianie stanowisk oficerów administracji w PKU na stanowiska oficerów broni (piechoty) oraz zmniejszeniu składu osobowego PKU typ I–IV o jednego oficera i zwiększeniu o jednego urzędnika II kategorii. Liczba szeregowych zawodowych i niezawodowych oraz urzędników III kategorii i niższych funkcjonariuszy pozostała bez zmian.
1 lipca 1938 roku weszła w życie nowa organizacja służby uzupełnień, zgodnie z którą dotychczasowa PKU Puławy została przemianowana na Komendę Rejonu Uzupełnień Puławy przy czym nazwa ta zaczęła obowiązywać 1 września 1938 roku, z chwilą wejścia w życie ustawy z dnia 9 kwietnia 1938 roku o powszechnym obowiązku wojskowym. Obok wspomnianej ustawy i rozporządzeń wykonawczych do niej, działalność KRU Puławy normowały przepisy służbowe MSWojsk. D.D.O. L. 500/Org. Tjn. Organizacja służby uzupełnień na stopie pokojowej z 13 czerwca 1938 roku. Zgodnie z tymi przepisami komenda rejonu uzupełnień była organem wykonawczym służby uzupełnień .
Komendant rejonu uzupełnień w sprawach dotyczących uzupełnień Sił Zbrojnych i administracji rezerw podlegał bezpośrednio dowódcy Okręgu Korpusu Nr I, który był okręgowym organem kierowniczym służby uzupełnień. Rejon uzupełnień nie uległ zmianie i nadal obejmował powiaty: puławski i garwoliński.

## Obsada personalna
Poniżej przedstawiono wykaz oficerów zajmujących stanowisko komendanta Powiatowej Komendy Uzupełnień i komendanta rejonu uzupełnień oraz wykaz osób funkcyjnych (oficerów i urzędników wojskowych) pełniących służbę w PKU i KRU Puławy, z uwzględnieniem najważniejszych zmian organizacyjnych przeprowadzonych w 1926 i 1938 roku.
Komendant
- płk piech. Witold Dołęga-Otocki (do †25 IX 1923)
- płk piech. Bronisław Korczyc (17 X 1923[18][19] – III 1925 → dyspozycja dowódcy 83 pp[20])
- ppłk piech. Leopold Leparski (IV[20] – IX 1925[21])
- mjr piech. Juliusz Miłowski[a] (p.o. IX 1925[21] – I 1926 → dyspozycja dowódcy OK I[24])
- ppłk żand. / piech. Marian Józef Dobrzyński (od I 1926[24][25] – 30 IV 1929 → stan spoczynku[26][27])
- ppłk piech. Wacław Boguszewski (III 1929[28] – VII 1935)
- mjr piech. Józef Stanisław Nowicki[b] (VIII 1935[41] – 1939[42])

Obsada pozostałych stanowisk funkcyjnych PKU w latach 1921–1925
- I referent – kpt. piech. Józef Władysław Pawilno-Pacewicz[c] (1923 – II 1926 → kierownik I referatu)
- II referent – urzędnik wojsk. XI rangi / por. kanc. Jan Tabaka (1923 – 1924)
- oficer instrukcyjny
  - kpt. piech. Bronisław Krąkowski (do 15 VIII 1923[46] → 15 pp)
  - por. piech. Władysław Korkiewicz (15 VIII 1923[46] – 1924)
- oficer ewidencyjny na powiat garwoliński – urzędnik wojsk. XI rangi Jan Zahorski (1923 – 1924)
- oficer ewidencyjny na powiat puławski – urzędnik wojsk. XI rangi / chor. Jan Müller[d] (1923 – 1925)

Obsada pozostałych stanowisk funkcyjnych PKU w latach 1926–1938
- kierownik I referatu administracji rezerw i zastępca komendanta – kpt. piech. Józef Władysław Pawilno-Pacewicz[e] (od II 1926, był w VI 1935)
- kierownik II referatu poborowego
  - por. kanc. Gustaw Diszer (od II 1926)
  - por. piech. Piotr Ilgiewicz (był w 1928)
  - por. kanc. Stanisław I Mazur (IX 1930 – 31 III 1933[54] → stan spoczynku)
- referent – por. kanc. Stanisław I Mazur (II 1926 – IX 1930[55] → kierownik II referatu)

Obsada pozostałych stanowisk funkcyjnych KRU w latach 1938–1939
- kierownik I referatu ewidencji – kpt. adm. (art.) Bohdan Kosacki (do 31 VIII 1939 → dowódca 1 baterii 42 dal), †1940 Katyń[57]
- kierownik II referatu uzupełnień – kpt. adm. (piech.) Władysław Bartela †1940 Katyń[58]